# تامزا
تامزا أو ذامزا هي شخصية أسطورية من الأساطير الأمازيغية الريفية، واسمها يعني الغولة في اللهجة الأمازيغية الريفية، وزوجها هو أمزيو وهو مذكر اسم تامزا ويعني الغول.

## شكلها
يعتقد الريفيون أن تامزا قد سكنت بلادهم في عهود قديمة جدا لا يتذكرونها بالتحديد. إذ كانت تامزا امرأة بشعة المظهر تتميز بشعر طويل غير منظم وثديين ضخمين بالنسبة لحجمها بحيث يكادان يغلبان على توازنها، وشفاه متدلية حسب الوصف الذي استطلعه الأستاذ كون، وهي متوحشة من آكلي لحوم البشر، وأخطر من زوجها أمزيو.

## تامزا في الأسطورة
تختلف الأساطير المنسوجة حول هذه الشخصية الخرافية من منطقة إلى أخرى، وحسب بعض الروايات فقد كانت تامزا تتنكر بمظهر فتان يغوي الرجال فتستعمله في استمالة الرجال وتجعلهم يصطحبونها إلى مخبئها ثم تأكلهم بعد ذلك. وحسب بعض الروايات الشفوية المتعلقة بهذه الشخصية فهي تؤكد أن تامزا هي نوع من الجنس البشري الذي مسخ إلى ما أصبح عليه مظهر الغولة، وأنهن كن يعشن في تجمعات خاصة ببني جنسهن. غير أن الروايات الأمازيغية ترى أن تامزا قد أخلت بلادهم منذ زمن بعيد.
تنتشر هذه الأسطورة بشكل كبير في مناطق الريف، بحيث قد لا يوجد شخص ريفي لم يسمع أو يحفظ قصة عن تامزا. كما نسجوا قصصا حولها بربطها بشخصية حموا الذكي الذي كان دائما يتفوق على تامزا بذكائه ويقضي عليها. كما سموا عدة مواقع نسبة لها مثل موقع أشاشار ن تامزا كما سموا أحد الصخور نسبة إلى رأسها وهو أزرو ن تامزا أي صخر تامزا.
وقد تتبع الأستاذ كون هذه الروايات وحاول تفسيرها على أنها رواسب أحداث جرت في الماضي البعيد، وفي ما بعد اعتقد بأن شخصية تامزا قد تكون من بقايا البشمان البدائيين الذين طردهم الأمازيغ جنوبا إلى موطنهم الحالي حسب الباحث نفسه.

## وصلات خارجية
- الأمازيغ اللغة والأصول.